# Argento vivo (film 1934)
Argento vivo (Spitfire) è un film del 1934 diretto da John Cromwell. Quinta pellicola per Katharine Hepburn, fu un disastro al botteghino.
Il soggetto, adattato per lo schermo dalla sceneggiatrice Jane Murfin e dalla stessa autrice Lula Vollmer, era tratto dalla commedia drammatica Trigger, rappresentata al Little Theatre di Broadway dal 6 dicembre 1927 al gennaio 1928 con la regia di George Cukor. Louis Mason e Sara Haden ripresero sullo schermo i personaggi interpretati a teatro.

## Trama
Trigger, una ragazza di montagna dai modi piuttosto bruschi, viene considerata una specie di strega dai suoi compaesani, che la trattano con diffidenza e disprezzo. La "normale" convivenza precipita quando la giovane rapisce, a fin di bene, un bambino: l'intero villaggio è pronto a linciarla e solo l'intervento provvidenziale di un ingegnere innamorato di lei la salva. Ma ormai per Trigger in paese non c'è più posto ed è costretta ad andarsene.

## Produzione
Il film fu prodotto dalla RKO Radio Pictures che aveva comperato i diritti della commedia di Lula Vollmer pensando di assegnare la parte di Trigger a Dorothy Jordan. Ma Katharine Hepburn si innamorò a tal punto del personaggio che fece carte false per convincere il produttore Pandro S. Berman ad affidare a lei il ruolo della protagonista.
Il titolo che venne dato al film in lavorazione, fu quello originale della commedia, Trigger. Le riprese durarono dal 15 ottobre al 17 novembre 1933: girato in California, a Hernet, San Gabriel e sulle montagne di San Jacinto.

## Distribuzione
Il copyright del film, richiesto dalla RKO Radio Pictures, Inc., fu registrato il 15 marzo 1934 con il numero LP4593. Distribuito dalla RKO Radio Pictures, il film uscì nelle sale cinematografiche statunitensi il 30 marzo dopo una prima che si tenne a New York l'8 marzo 1934.